# Emulsione bituminosa
Un'emulsione bituminosa è una dispersione di bitume in acqua stabilizzata con sostanze tensioattive anioniche o cationiche.

## Classificazione delle emulsioni
La classificazione più comune delle emulsioni bituminose è basata sui seguenti parametri:
- Carattere ionico: acide (cationiche), basiche (anioniche) o non-ioniche
- Velocità di rottura: rapida, media, lenta;
- Percentuale di bitume contenuto: dal 50% al 70% circa.

Il carattere ionico di un'emulsione dipende dalla carica elettrica superficiale delle particelle di bitume disperso, che a sua volta dipende dalla natura chimica del tensioattivo utilizzato per produrla e stabilizzarla nel tempo. I tensioattivi cationici sono generalmente sali cloridrati o sali di ammonio quaternario di ammine o poliammine grasse (ovvero aventi una lunga catena alchilica lineare); i tensioattivi anionici sono generalmente sali di acidi grassi o acidi alchilsolfonici; gli emulsionanti non-ionici hanno molecole aventi un'estremità polare ma non ionizzabile (ad esempio, esteri di acidi grassi e alcoli polieterici).
La maggior parte delle emulsioni prodotte industrialmente è di tipo cationico.

## Produzione delle emulsioni bituminose
Consiste nel disperdere il bitume in particelle piccolissime di dimensioni nell'ordine di pochi micron in una soluzione acquosa del prodotto emulsionante mediante apposite apparecchiature che producano una forte azione di taglio. Nella produzione industriale vengono solitamente utilizzati mulini colloidali.